# Rudolf Biebrach
Rudolf Biebrach, nato Herman Rudolf Biebrach (Lipsia, 24 novembre 1886 – Berlino, 5 settembre 1938), è stato un attore e regista tedesco.

## Biografia
Nato in Sassonia, a Lipsia, Rudolf Biebrach era figlio di Amalie Müller e del pellicciaio Gotthelf Julius Biebrach. Frequentò la Scuola Reale e, all'Accademia d'Arte, studiò per alcuni anni la xilografia. Dopo aver studiato recitazione, venne assunto in teatro a Gießen dove restò dal 1890 al 1891. Negli anni seguenti, girò la Germania, recitando nei teatri di Halle, Magdeburg, Stettino, Düsseldorf, Brema e Amburgo. Dal 1901 al 1905 fu messo sotto contratto dallo Stadttheater di Lipsia per poi diventare direttore senior al Teatro Comunale di Chemnitz.
Nel 1913, interpretò sullo schermo Andreas Hofer, il leader tirolese fucilato nel 1810 dopo che si era ribellato contro la Baviera alleata di Napoleone. L'attore entrò a far parte della squadra del produttore Oskar Messter, insieme all'attrice Henny Porten e al regista Curt A. Stark.

## Filmografia

### Regista
- Andreas Hofer - cortometraggio (1909)
- Ungarische Rhapsodie (1913)
- Adoptivkind (1914)
- Das Schicksal der Gabriele Stark (1915)
- Das Ende vom Liede (1915)
- Martire d'amore (Märtyrerin der Liebe) (1915)
- Die Wellen schweigen (1915)
- Der Sieg des Herzens (1915)
- Auf der Alm, da gibt's ka Sünd (1915)
- Das Leid der Liebe (1916)
- Das große Schweigen (1916)
- Il colpo maestro di Riccarda Torrente o Il pugno che non trema (Ihr bester Schuß) (1916)
- Abseits vom Glück (1916)
- Dick Carter (1916)
- Der Ruf der Liebe (1916)
- Gelöste Ketten (1916)
- Bummelstudenten (1916)
- Mani di fata (Feenhände) (1917)
- Die Ehe der Luise Rohrbach (1917)
- Christa Hartungen (1917)
- Die Prinzessin von Neutralien (1917)
- Hann, Hein und Henny (1917)
- Die Claudi vom Geiserhof (1917)
- Höhenluft (1917)
- Il pugno del gigante (Die Faust des Riesen) (1917)
- Edelsteine - Phantastisches Drama in 4 Akten
- Auf Probe gestellt (1918)
- Das Geschlecht derer von Ringwall
- Agnes Arnau und ihre drei Freier
- Der Rubin-Salamander
- Gefangene Seele (1918)
- Das Maskenfest des Lebens (1918)
- Die Heimkehr des Odysseus
- Die Sieger (1918)
- Die blaue Laterne (1918)
- Die Dame, der Teufel und die Probiermamsell (1918)
- Segreta passione (Irrungen) (1919)
- Ihr Sport (1919)
- Die rollende Kugel (1919)
- Die Schuld
- I due mariti di Ruth (Die beiden Gatten der Frau Ruth) (1919)
- La morte vivente (Die lebende Tote) (1919)
- Il viaggio nell'azzurro (Die Fahrt ins Blaue) (1919)
- Eleonora Vogelsang o La mia vita per il tuo onore (Monica Vogelsang) (1920)
- La strada di spine (Der Weg der Grete Lessen) (1920)
- Il carnefice rosso (Der rote Henker) (1920)
- Ossy e i suoi cani (Hundemamachen) (1920)
- Tarantola (Die Tarantel) (1920)
- Le sue nozze o Il destino di Moy (Moj) (1920)
- Le tre zie (Die drei Tanten) (1921)
- Colpa non perdonata o Frutto proibito (Die verbotene Frucht) (1921)
- Voto o La favorita dello sceicco (Das Gelübde) (1921)
- Seefahrt ist Not! (1921)
- Das Abenteuer des Dr. Kircheisen
- Der Wahn des Philipp Morris (1921)
- Die Schuld des Grafen Weronski
- Kean (1921)
- Schuld und Sühne (1922)
- Die Frau im Doktorhut
- Schatten der Vergangenheit (1922)
- Felicitas Grolandin (1923)
- Per l'onore di una donna (Um eines Weibes Ehre) (1924)
- Die suchende Seele (1925)
- Wunder der Schöpfung (1925), co-regia con Hans Walter Kornblum e Johannes Meyer
- Falsche Scham - Vier Episoden aus dem Leben eines Arztes (1926)
- Die Frau im Schrank (1927)
- Adam und Eva (1928)
- Volksgesundheit und Körperschulung
- Mit Sven Hedin durch Asiens Wüsten
- Am Rande der Sahara
- Terra Melophon Magazin Nr. 1
- L'Évolution mysterieuse dans l'oeuf

### Attore

#### 1913
- Zurückerobert, regia di Hans Oberländer (1913)
- Die Heldin vom Moulin Rouge (1913)
- Des Pfarrers Töchterlein, regia di Adolf Gärtner (1913)
- Contessina Ursel (Komtesse Ursel), regia di Curt A. Stark (1913)
- Der Weg des Lebens, regia di Curt A. Stark (1913)

#### 1914
- Ihre Hoheit, regia di Curt A. Stark (1914)
- Delirio d'amore  (Um das Glück betrogen), regia di Curt A. Stark (1914)
- Nella valle del sogno (Das Tal des Traumes), regia di Curt A. Stark (1914)
- Bergnacht, regia di Curt A. Stark (1914)
- Rosa del nord (Nordlandrose), regia di Curt A. Stark (1914)
- Tirol in Waffen, regia di Carl Froelich (1914)
- Gretchen Wendland, regia di Curt A. Stark (1914)
- Adoptivkind, regia di Rudolf Biebrach (1914)

#### 1915
- Das Schicksal der Gabriele Stark, regia di Rudolf Biebrach (1915)
- Das Ende vom Liede, regia di Rudolf Biebrach (1915)
- Martire d'amore (Märtyrerin der Liebe), regia di Rudolf Biebrach (1915)
- Der Sieg des Herzens, regia di Rudolf Biebrach (1915)
- Musketier Kaczmarek, regia di Carl Froelich (1915)
- Fürst Seppl, regia di Carl Froelich (1915)
- Auf der Alm, da gibt's ka Sünd, regia di Rudolf Biebrach (1915)

#### 1916
- Das Leid der Liebe, regia di Rudolf Biebrach (1916)
- Das große Schweigen, regia di Rudolf Biebrach (1916)
- Il colpo maestro di Riccarda Torrente o Il pugno che non trema (Ihr bester Schuß), regia di Rudolf Biebrach (1916)
- Abseits vom Glück, regia di Rudolf Biebrach (1916)
- Dick Carter, regia di Rudolf Biebrach (1916)
- Gelöste Ketten, regia di Rudolf Biebrach (1916)
- Bummelstudenten, regia di Rudolf Biebrach (1916)

#### 1917
- Feenhände, regia di Rudolf Biebrach (1917)
- Die Ehe der Luise Rohrbach, regia di Rudolf Biebrach (1917)
- Der Liebesbrief der Königin, regia di Robert Wiene (1917)
- Christa Hartungen, regia di Rudolf Biebrach (1917)
- Hann, Hein und Henny, regia di Rudolf Biebrach (1917)
- Höhenluft, regia di Rudolf Biebrach (1917)
- Die Faust des Riesen, regia di Rudolf Biebrach (1917)

#### 1918
- Auf Probe gestellt, regia di Rudolf Biebrach (1918)
- Das Geschlecht derer von Ringwall, regia di Rudolf Biebrach (1918)
- Agnes Arnau und ihre drei Freier, regia di Rudolf Biebrach (1918)
- Der Rubin-Salamander, regia di Rudolf Biebrach (1918)
- Die Heimkehr des Odysseus
- Die Sieger, regia di Rudolf Biebrach (1918)
- Die blaue Laterne, regia di Rudolf Biebrach (1918)
- Die Dame, der Teufel und die Probiermamsell, regia di Rudolf Biebrach (1918)

#### 1919
- Ihr Sport, regia di Rudolf Biebrach (1919)
- Die rollende Kugel, regia di Rudolf Biebrach (1919)
- Rose Bernd, regia di Alfred Halm (1919)

#### 1920
- Der rote Henker, regia di Rudolf Biebrach (1920)
- La strada di spine (Der Weg der Grete Lessen), regia di Rudolf Biebrach (1920)
- Ossy e i suoi cani (Hundemamachen), regia di Rudolf Biebrach (1920)
- Le sue nozze o Il destino di Moy (Moj), regia di Rudolf Biebrach (1920)

#### 1921
- Die Legende von der heiligen Simplicia, regia di Joe May (1921)
- Colpa non perdonata o Frutto proibito (Die verbotene Frucht), regia di Rudolf Biebrach (1921)
- Voto o La favorita dello sceicco  (Das Gelübde), regia di Rudolf Biebrach (1921)
- Seefahrt ist Not!, regia di Rudolf Biebrach (1921)
- Der Wahn des Philipp Morris, regia di Rudolf Biebrach (1921)
- Kean, regia di Rudolf Biebrach (1921)

#### 1922
- Schuld und Sühne, regia di Rudolf Biebrach (1922)
- Schatten der Vergangenheit, regia di Rudolf Biebrach (1922)

#### 1923
- Felicitas Grolandin, regia di Rudolf Biebrach (1923)
- Die Liebe einer Königin, regia di Ludwig Wolff (1923)
- Das Geheimnis von Brinkenhof, regia di Svend Gade (1923)

#### 1924
- Carlos und Elisabeth, regia di Richard Oswald (1924)

#### 1925
- Die Verrufenen, regia di Gerhard Lamprecht (1925)
- Das Abenteuer der Sibylle Brant, regia di Carl Froelich (1925)

#### 1926
- Der Wilderer
- Falsche Scham - Vier Episoden aus dem Leben eines Arztes, regia di Rudolf Biebrach (1926)

#### 1927
- Jugendrausch, regia di Georg Asagaroff, Władysław Starewicz (1927)
- Die Frau im Schrank, regia di Rudolf Biebrach (1927)

#### 1928
- Assolto (Schuldig), regia di Johannes Meyer (1928)
- Die geheime Macht
- Der Biberpelz, regia di Erich Schönfelder (1928)
- Zuflucht
- Mary Lou

#### 1929
- Che scandalo quella donnina! (Skandal in Baden-Baden), regia di Erich Waschneck (1929)
- Kinder der Straße, regia di Carl Boese (1929)
- Der Mann mit dem Laubfrosch
- Peter der Matrose, regia di Reinhold Schünzel (1929)
- Kehre zurück! Alles vergeben!
- Alto tradimento (Hochverrat), regia di Johannes Meyer (1929)
- Se un giorno tu vorrai (Wenn du einmal dein Herz verschenkst), regia di Johannes Guter (1929)

#### 1930
- Il diavolo bianco (Der Weiße Teufel), regia di Alexandre Volkoff (1930)
- Walzer d'amore (Liebeswalzer), regia di Wilhelm Thiele (1930)
- Liebe im Ring, regia di Reinhold Schünzel (1930)
- Hokuspokus
- Ein Burschenlied aus Heidelberg, regia di Karl Hartl (1930)

#### 1931
- Gassenhauer
- La nausea
- Zwischen Nacht und Morgen, regia di Gerhard Lamprecht (1931)
- La terribile armata (Emil und die Detektive), regia di Gerhard Lamprecht (1931)

#### 1932
- Zwei Herzen und ein Schlag, regia di  Wilhelm Thiele (1932)
- L'avventura felice (Das schöne Abenteuer), regia di Reinhold Schünzel (1932)
- Mieter Schulze gegen alle, regia di Carl Froelich (1932)
- L'ussaro nero

#### 1933
- Bambola di carne (Liebe muß verstanden sein), regia di Hans Steinhoff (1933)
- Addio giorni felici (Die schönen Tage von Aranjuez), regia di Johannes Meyer (1933)
- I fuggiaschi (Flüchtlinge), regia di Gustav Ucicky (1933)

#### 1934
- Oro
- Altgermanische Bauernkultur, regia di Walter Ruttmann (1934)
- Das verlorene Tal, regia di Edmund Heuberger (1934)
- Ich sing' mich in dein Herz hinein, regia di Fritz Kampers (1934)
- Schwarzer Jäger Johanna, regia di Johannes Meyer (1934)
- Da stimmt was nicht, regia di Hans H. Zerlett (1934)
- Ich heirate meine Frau
- Turandot (Prinzessin Turandot), regia di Gerhard Lamprecht (1934)

#### 1935
- Il poliziotto Schwenke (Oberwachtmeister Schwenke), regia di Carl Froelich (1935)
- Zingaro barone (Zigeunerbaron), regia di Karl Hartl (1935)
- Rapsodia d'amore (Wenn die Musik nicht wär), regia di Carmine Gallone (1935)
- Un delitto a bordo (Einer zuviel an Bord), regia di Gerhard Lamprecht (1935)
- Verlieb Dich nicht am Bodensee, regia di Carl Heinz Wolff (1935)
- Le colonne della società (Stützen der Gesellschaft), regia di Detlef Sierck (1935)
- Le spie di Napoleone (Der höhere Befehl), regia di Gerhard Lamprecht (1935)

#### 1936
- Inkognito, regia di Richard Schneider-Edenkoben (1936)
- Boccaccio, regia di Herbert Maisch (1936)
- Missione eroica (Eskapade), regia di Erich Waschneck (1936)
- Hans im Glück, regia di Robert Herlth e Walter Röhrig (1936)

#### 1937
- Fridericus, regia di Johannes Meyer (1937)
- Ferngespräch mit Hamburg, regia di Phil Jutzi (1937)
- Der Besserwisser, regia di Carl Heinz Wolff (1937)

#### 1938
- Musketier Meier III, regia di Joe Stöckel (1938)